# Martin (Eslovaquia)
Martin (en eslovaco: Turčiansky Svätý Martin hasta 1950, en húngaro: Turócszentmárton, en alemán: Turz-Sankt Martin, en latín: Sanctus Martinus / Martinopolis) es una ciudad en el norte de Eslovaquia.

## Geografía
Se levanta junto al río Turiec, entre las montañas de Gran Fatra y Pequeña Fatra, cerca de la ciudad de Žilina. En el mismo kraj cede del distrito homónimo. Centro de la región de Turiec

## Historia
Hay vestigios arqueológicos en esta región que datan de la cultura de Hallstatt.
Las primeras menciones de esta localidad son de 1264 con el nombre de Zenthmarton. En 1340 fue elevada a la categoría de ciudad.  
En 1430, durante las guerras husitas, fue enteramente incendiada. 
En 1889 se inaugura el Hospital universitario de Martin.
Desde entonces hasta 1918 fue parte del Reino de Hungría.
El establecimiento de numerosos gremios en el siglo XVII ayudó a recuperar su población.

## Demografía
| Año        | 1994   | 2004    | 2014    | 2024     |
| ---------- | ------ | ------- | ------- | -------- |
| Población  | 60 511 | 59 449  | 56 053  | 50 346   |
| Diferencia |        | −1,75 % | −5,71 % | −10,18 % |

| Año        | 2023   | 2024    |
| ---------- | ------ | ------- |
| Población  | 50 629 | 50 346  |
| Diferencia |        | −0,55 % |

## Población
Cuenta con una población de aproximadamente 58.000, que la convierte en la octava del país.

## Ciudades hermanas
Martin se ha hermanado con las siguientes ciudades:
- Gotha - Alemania
- Hoogeveen - Países Bajos
- Kalisz - Polonia
- Skoczów - Polonia
- Karviná - Rep. Checa
- Jičín - Rep. Checa
- Bački Petrovac - Serbia